# Amok (Band)
Amok ist eine schweizerische Rechtsrock-Band, die mit ihrer CD Verbotene Wahrheit in der Schweizer Öffentlichkeit für Aufsehen sorgten.

## Bandgeschichte
Die vierköpfige Rechtsrock-Band wurde 2004 gegründet. Die Mitglieder stammen aus Hombrechtikon, Wolfhausen, Siebnen, wo sich auch der Proberaum befand, und Zetzwil. Sie sind der Schweizer rechtsextremen, gewaltbereiten Szene zuzurechnen und stehen dem Blood-and-Honour-Netzwerk nahe.
2007 veröffentlichten sie die CD Verbotene Wahrheit, auf der der Journalist und Politiker Hans Stutz bedroht wurde. Der Journalist aus Luzern ist bekannt für seine Recherchen und Berichte über die rechtsextreme Szene und den Rassismus in der Schweiz. Nachdem der Journalist die Mitglieder der Gruppe anzeigte, ermittelte die Polizei die Namen der Mitglieder und stellte ein Liederbuch mit rassistischen und antisemitischen Texten sicher.
Als die Vorwürfe gegen die Gruppe bekannt wurden, erklärte Thomas Mächler, dass er auch heute noch zu den Texten stehe. Die Morddrohungen an Stutz seien jedoch als „verbaler Schlagabtausch“ gedacht gewesen, nicht aber als „ernsthafte Drohung“ zu verstehen. Thomas Mächler wurde vor Gericht von dem bekannten jüdischen Anwalt Valentin Landmann vertreten, der die Mitglieder der Gruppe als Menschen charakterisierte, die „Freude an einer neokonservativen Einstellung und an soldatischen Liedern“ habe. „Und sie greifen manchmal üppig daneben in der Einschätzung, wie ein unreflektierter Text wirken kann.“
Die Band gab zudem an, nicht mehr aktiv zu sein. Trotzdem trat sie 2008 bei einem Blood-and-Honour-Festival in den Niederlanden und in Bümpliz bei Bern auf.
Die Mitglieder der Band wurden am 2. Juni 2010 wegen Bedrohung und auf der Grundlage der Rassismus-Strafnorm zu Geldstrafen von 120 bis 125 Tagessätzen verurteilt. Zwei Mitglieder von Amok wurden zudem wegen Verstoss gegen das schweizerische Waffengesetz verurteilt.
2010 veröffentlichte Amok die zweite CD Kraft aus dem Herzen, welche gemäss CD-Booklet beim Label HRD-Records aufgenommen wurde.
2015 erschien das neue Album Das Lumpenpack von Bern sowie die Kompilation Lauf gegen das System mit Material der ersten beiden Alben.

## Diskografie
- 2007: Verbotene Wahrheit
- 2010: Kraft aus dem Herzen
- 2015: Lauf gegen das System (unbeanstandetes Material der ersten beiden Alben, indiziert[7])
- 2015: Das Lumpenpack von Bern[7]
- 2019: Teeren & Federn[8] (indiziert)[9]